# Fairview Beach
Fairview Beach is een plaats (census-designated place) in de Amerikaanse staat Virginia, en valt bestuurlijk gezien onder King George County.

## Demografie
Bij de volkstelling in 2000 werd het aantal inwoners vastgesteld op 230.

## Geografie
Volgens het United States Census Bureau beslaat de plaats een oppervlakte van
0,5 km², waarvan 0,4 km² land en 0,1 km² water.

## Plaatsen in de nabije omgeving
De onderstaande figuur toont nabijgelegen plaatsen in een straal van 20 km rond Fairview Beach.